# Wera Sacharowna Choruschaja

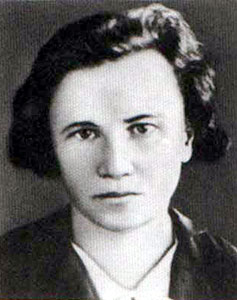
Wera Sacharowna Choruschaja

Wera Sacharowna Choruschaja (Schreibung des Nachnamens aufgrund eines Schreibfehlers, geborene Chorunschaja; (∗) russisch Вера Захаровна Хоружая, урождённая Хорунжая; * 14. Septemberjul. / 27. September 1903greg. in Bobruisk, Gouvernement Minsk; † November oder Dezember 1942 in Witebsk, Generalbezirk Weißruthenien, Reichskommissariat Ostland) war eine sowjetische Agentin.

## Leben
Choruschajas weißrussischer Vater diente in der Polizei bis 1908, wurde entlassen und wurde nach Jahren der Arbeitslosigkeit Zehnertruppführer bei der Moor-Trockenlegung. Sie besuchte das Gymnasium und nach der Oktoberrevolution die Mittelschule in Masyr mit Abschluss 1919.
Darauf arbeitete Choruschaja zunächst als Magd bei einem Kulaken und wurde dann Dorfschullehrerin. Im Bürgerkrieg trat sie als Freiwillige in die Rote Armee ein und kämpfte gegen eine weiße Truppe unter dem Kommando Stanislau Bulak-Balachowitschs. Sie wurde 1920 Mitglied des Komsomol und 1921 Mitglied der KPdSU und leitete im Komsomol-Kreiskomitee in Bobruisk und dann in Masyr das politische Bildungswesen. Sie besuchte 1922–1923 die Parteischule in Minsk, wurde Mitglied der Sondereinheit für den Kampf gegen das Banditenunwesen und arbeitete als Redakteurin einer Komsomol-Zeitung. Sie heiratete 1923 Stanislaw Skulski.
Ab 1925 war Choruschaja Sekretärin des Untergrund-Komsomol-Zentralkomitees und Mitglied des Zentralkomitees der Kommunistischen Partei Westweißrusslands (damals weißrussischer Teil Ostpolens) sowie Mitglied des Komsomol-Zentralkomitees Polens. Am 15. September 1925 wurde sie in Białystok von der polnischen Polizei verhaftet. In einem ersten Kommunistenprozess im Januar 1927 in Brest wurde sie zu 6 Jahren Gefängnishaft verurteilt, wobei die Angeklagten bei der Urteilsverkündung mit Unterstützern im Saal Die Internationale sangen. Im Gefängnis war sie Mitglied des Parteikomitees. In einem zweiten Prozess im April und Mai 1928 gehörte sie zu den Hauptangeklagten und wurde zu 8 Jahren Zwangsarbeit verurteilt. Im Frauengefängnis Fordon wurde ihr 1930 in ihrer Zelle der Orden des Roten Banners der Arbeit verliehen. Ihre Botschaften aus dem Gefängnis erschienen 1931 in der UdSSR als Buch.
Im Rahmen eines polnisch-sowjetischen Austauschs politischer Gefangener wurde Choruschaja 1932 gegen einen polnischen Priester ausgetauscht und in der Heimat in einer spontanen Kundgebung mit Begeisterung empfangen. Sie schrieb nun Aufsätze und Broschüren für die Kommunistische Partei Westweißrusslands. Der Dichter Michas Tscharot widmete ihr ein Gedicht und Nadeschda Krupskaja würdigte sie in der Prawda vom 9. August 1932 als wahre Revolutionärin. Zakhar Poplavsky nannte 1962 in seinen Memoiren über die westbelarussisch-polnische Periode Choruschajas dieselbe eine gute Genossin und ausgezeichnete Konspiratorin, Rednerin und Unterhalterin, die nicht nur die russische und belarussische Sprache beherrschte, sondern auch die deutsche, polnische und jiddische. Unter den jüdischen Familien habe sie als Jüdin gegolten.
Statt eines angebotenen Studiums wählte Choruschaja nun die Arbeit im Exekutivkomitee des Komintern in der polnischen Sektion in Moskau. Im Zusammenhang mit der Ordensverleihung geriet sie in innerparteiliche Kritik, unterstützt insbesondere von ihrem inzwischen geschiedenen Mann Stanislaw Skulski, bezüglich ihres Verhaltens 1925 in Polen. Sie wurde gemaßregelt mit Einschränkung ihrer Arbeitsmöglichkeiten und Entzug des Ordens des Roten Banners der Arbeit.
Darauf wurde Choruschaja 1935 nach Kasachstan zur Baufirma Balchaschstroi geschickt, wo sie das Parteifortbildungshaus leitete. In zweiter Ehe heiratete sie Sergei Gawrilowitsch Kornilow und bekam im Oktober 1936 die Tochter Anna. Am 10. August 1937 wurde sie im Haus der Kultur wegen Spionage für Polen verhaftet und nach Minsk ins NKWD-Gefängnis gebracht. Zwei Jahre lang wurde ermittelt und ihre Gegner waren inzwischen verstorben. Nach zweitägiger Gerichtsverhandlung wurde sie am 15. August 1939 freigesprochen und aus der Haft entlassen. Die Wiederaufnahme in die Partei erfolgte im Oktober 1939. Nach der Annexion Westweißrusslands (siehe Sowjetische Besetzung Ostpolens) arbeitete sie im Oblast-Pinsk-Parteikomitee. Im November 1940 wurde der frühere strenge Verweis aufgehoben.

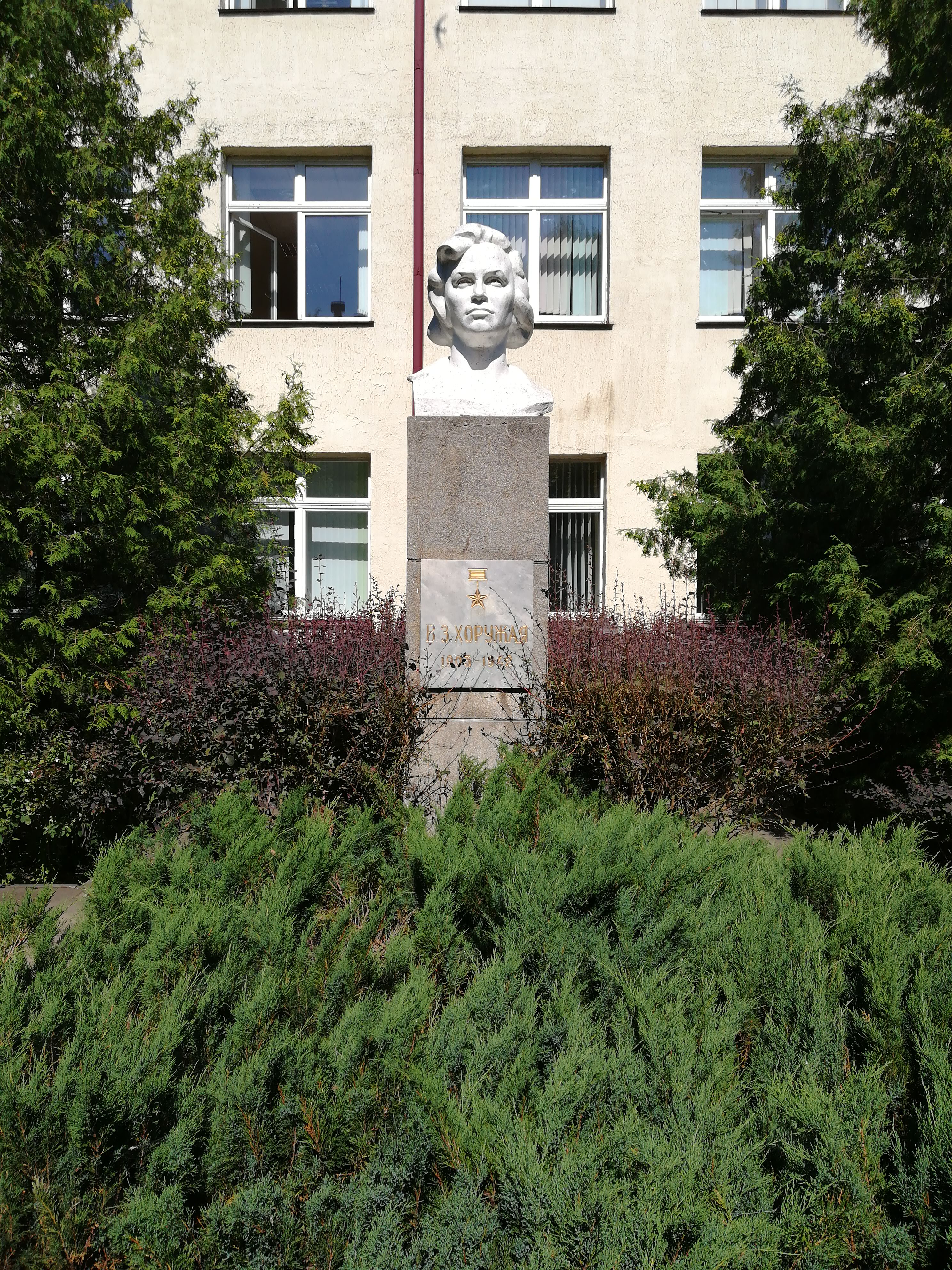
Choruschaja-Denkmal in Bobruisk vor der Mittelschule Nr. 27

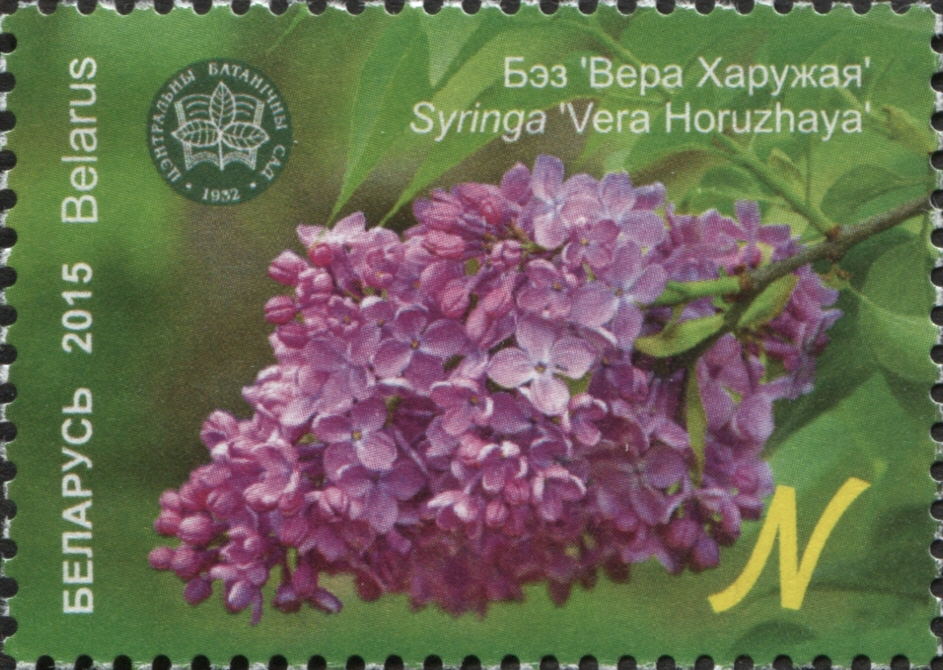
Flieder Wera Choruschaja (Belpost-Briefmarke 2015)

Als im Deutschen Angriffskriegs gegen die Sowjetunion Weißrussland von der Wehrmacht besetzt wurde, schloss sie sich trotz ihrer Schwangerschaft mit ihrem Mann der Partisaneneinheit des Spanienkämpfers Wassili Korsch an und diente als Verbindungsperson. Ihr Mann wurde bei einem Gefecht bei Pinsk schwer verwundet und starb während des Rückzugs. Sie begab sich dann zurück nach Moskau und wurde zu Verwandten nach Pensa geschickt, wo ihr Sohn Sergei am 5. Oktober 1941 geboren wurde.
Anfang 1942 ging Choruschaja nach Moskau, um sich auf die illegale Arbeit in besetzten Gebieten vorzubereiten. Mit dem Pseudonym Anna Sergejewna Kornilowa durchquerte sie im August 1942 an der Spitze einer Spezialgruppe die Frontlinie, um sich nach Witebsk zu begeben. Die Aufgabe war, ein Netz von Informanten für das Sammeln operativer Daten bezüglich der Wehrmachtsaktivitäten aufzubauen. Trotz der Schwierigkeiten durch die Unzuverlässigkeit der in Moskau ausgestellten Dokumente konnte der Auftrag erfüllt werden, sodass Munitions- und Treibstoffdepots bombardiert wurden. Am 13. November 1942 wurde Choruschaja zusammen mit Partisanen, die zu ihr gekommen waren, und der Familie, bei der sie untergekommen war, vom deutschen Sicherheitsdienst verhaftet. Wie und wo sie getötet und begraben wurde, ist unbekannt.

## Ehrungen, Preise
- Orden des Roten Banners der Arbeit (1930, 1935 entzogen)[2]
- Rotbannerorden (1943 postum)[2]
- Medaille „Partisan des Vaterländischen Krieges“ I. Klasse (1943 postum)[2]
- Heldin der Sowjetunion mit Leninorden (1960 postum)[2][3]